# Tapholeon inconspicuus
Tapholeon inconspicuus is een eenoogkreeftjessoort uit de familie van de Laophontidae. De wetenschappelijke naam van de soort is voor het eerst geldig gepubliceerd in 2007 door Gheerardyn & Fiers, (in Gheerardyn, Fiers, Vincx & De Troch, 2007).